# The Night Riders of Petersham
The Night Riders of Petersham è un cortometraggio muto del 1914 diretto da Ulysses Davis.

## Produzione
Il film fu prodotto dalla Vitagraph Company of America.

## Distribuzione
Distribuito dalla General Film Company, il film - un cortometraggio in tre bobine - uscì nelle sale cinematografiche statunitensi il 6 aprile 1914.